# Lilia Usik
Lilia Usik (ukrainisch Лілія Усік; * 14. Februar 1989 in Kostjantyniwka, Ukraine) ist eine deutsche Politikerin (CDU). Seit 2023 ist sie Mitglied des Abgeordnetenhauses von Berlin. Usik ist die erste gebürtige Ukrainerin, die ins Abgeordnetenhaus von Berlin gewählt wurde.

## Leben
Usik wuchs in Kostjantyniwka (Oblast Donezk, Ukraine) auf. Zwischen 2006 und 2010 absolvierte sie ein Bachelor-Studium (Deutsche Philologie) an der Kiewer Nationalen Linguistischen Universität. Anschließend machte sie ihren Master in Deutscher Philologie in Kiew. Seit 2011 lebt sie in Deutschland. Mit einem Stipendium der Konrad-Adenauer-Stiftung absolvierte sie 2011–2014 an der Humboldt-Universität zu Berlin ihren zweiten Master in Deutsch als Fremdsprache. Ab 2016 ist sie dann als wissenschaftliche Mitarbeiterin der Bundestagsabgeordneten Hans-Peter Uhl und Thomas Silberhorn (CSU) sowie ab 2021 bis zu ihrem Einzug ins Abgeordnetenhaus 2023 als Referentin für Europa, Mittelstand und internationale Kooperationen beim Bundesverband der Deutschen Sicherheits- und Verteidigungsindustrie tätig gewesen.

## Politik
Usik ist seit 2016 Mitglied der CDU. Von 2019 bis 2021 war sie Kreisvorsitzende der Jungen Union in Berlin-Lichtenberg. 2021 bis 2023 wurde sie Mitglied der Bezirksverordnetenversammlung Berlin-Lichtenberg. Dort war sie Vorsitzende des Jugendhilfeausschusses und Mitglied in den Ausschüssen Ökologische Stadtentwicklung, Mieter:innenschutz und Facility Management sowie Öffentliche Ordnung und Verkehr.
Usik kandidierte bei der Wahl zum Abgeordnetenhaus von Berlin 2021 im Wahlkreis Lichtenberg 6, verfehlte jedoch mit 12,0 % der gültigen Stimmen den Einzug ins Abgeordnetenhaus. Bei der Wiederholungswahl 2023 konnte sie das Direktmandat im Wahlkreis Lichtenberg 6 mit 22,4 % der gültigen Stimmen gewinnen und zog ins Abgeordnetenhaus ein. Dort ist sie Mitglied des Präsidiums sowie Mitglied im Ausschuss für Bildung, Jugend und Familie und im Ausschuss für Stadtentwicklung, Bauen und Wohnen. Für die CDU-Fraktion ist sie zudem als jugendpolitische Sprecherin tätig.

## Privates
Usik ist verheiratet und Mutter eines im Jahr 2022 geborenen Kindes.